# 佐藤洋一郎 (格闘家)
佐藤 洋一郎（さとう よういちろう、1985年7月27日 - ）は、日本の男性総合格闘家。秋田県大潟村出身。駒込カタナジム主宰。元修斗環太平洋ミドル級王者。第12代DEEPウェルター級王者。

## 来歴
少年期は剣道、日本拳法を習い、2001年4月、秋田経済法科大学附属高校に入学しボクシング部に入部。高校2年で出場した全国高校選抜大会では準優勝をおさめる（ウェルター級決勝戦で村田諒太と対戦）。日本大学へ進学のため上京後、グレイシーバッハ東京に入門した。
2007年5月13日、R.I.S.E. XXXVIで菅原剣心と対戦し、3RTKO勝ち。
2007年9月23日、第14回全日本アマチュア修斗選手権ミドル級（-76kg）に出場。決勝で平山尚樹に判定負け。準優勝となり、プロ昇格を決めた。
2008年3月21日、プロ修斗デビュー、2008年ミドル級新人王決定トーナメントの1回戦で石中暢と対戦し、判定勝ち。8月3日の準決勝では久米鷹介と対戦し、0-0の判定ドローとなったが、トーナメント勝ち上がりを決める優勢判定で0-3で敗退した。
2009年1月31日、修斗2009年ミドル級新人王決定トーナメントの1回戦で佐久間博彰にTKO勝ち。4月10日の準決勝では平山尚樹に判定勝ちで決勝進出を決めた。同じく決勝進出を決めていた鎧トシヒロが右膝靭帯を損傷し、決勝を戦うことなく新人王を獲得し、敢闘賞も受賞した。
2009年6月6日、修斗で村山暁洋と対戦し、3-0の判定勝ち。6月8日付けでクラスAに昇格した。
2010年13月22日、修斗環太平洋ミドル級王座決定戦でカン・ジョンミンと再戦し、フロントスリーパーホールドで一本勝ちを収め、環太平洋王座を獲得した。
2010年8月7日、修斗環太平洋ミドル級タイトルマッチで挑戦者の久米鷹介と対戦し、3-0の判定勝ちで初防衛に成功した。
2010年11月28日、CAGE FORCE初出場となったCAGE FORCEで高木健太と対戦し、開始42秒スタンドでの右肘打ちで左目尻をカットし、ドクターストップによるTKO負けを喫した。
2011年2月26日、修斗環太平洋ミドル級タイトルマッチで挑戦者の村山暁洋と1年8か月ぶりに再戦し、1-1の判定ドローで2度目の防衛に成功した。
2011年6月11日、修斗環太平洋ミドル級タイトルマッチで挑戦者の村山暁洋と再戦し、0-3の判定負けを喫し王座陥落した。
2014年6月8日、HEAT 32のHEATウェルター級王座決定戦で高木健太と再戦し、TKO負けで王座獲得に失敗した。
2015年12月12日、ロシアのハバロフスクで行われた、アブダビウォーリアーズ「Road to Abu Dhabi」でカルロス・モヤノと対戦し判定勝ち。
2016年5月24日、アブダビで行われた、アブダビウォーリアーズ「Abu Dhabi Warriors 4」でタハール・ハドビと対戦。1RKO負けを喫した。
2016年7月11日、タイのパタヤのMAX MuayThaiスタジアムで行われたムエタイの試合に出場し、判定勝利を収めた。
2016年10月18日、DEEP CAGE IMPACT 2016 in KORAKUEN HALLのウェルター級グランプリ1回戦で長谷川賢と対戦し、1-2の判定負け。
2017年11月、所属のマカコ柔術アカデミーを引き継ぎ、駒込カタナジムの主宰となる。
2018年4月28日、DEEP 83 IMPACTのDEEPウェルター級タイトルマッチで王者の住村竜市朗に挑戦し、判定負けで王座獲得に失敗した。
2019年9月8日、DEEP 91 IMPACTで元UFCファイターの安西信昌と対戦、2ラウンド途中、安西の頭部から大量の出血が見られたためレフェリーが中断。ドクターチェックの結果、試合続行と不可能と判断され、試合中断までの採点で安西の勝利となった。アクシデント判定のため後日審判団で再判定の結果、佐藤の有効打による負傷と認められなかったため、0-2の判定負け（19-20、18-20、19-19）が確定した。
2019年11月30日、QUINTETの地方初進出大会となる「QUINTET FIGHT NIGHT4 in AKITA 秋田ねわざ祭 2019」に出場。オープニングマッチで帯谷信弘と対戦し、指導数2-1で判定負け。
2019年12月2日、秋田県秋田市にカタナジム秋田を設置。
2020年8月23日、5月6日にDEEP 95 IMPACTで組まれながら新型コロナウイルスの影響により中止となっていた阿部大治と対戦し、1-2の判定で敗れた。
2022年3月13日、DEEP TOKYO IMPACT 2022 2nd ROUNDでレバナ・エゼキエルと対戦し、1ラウンドTKO負け。
2022年5月29日、DEEP TOKYO IMPACT 2022 4th ROUNDで小林ゆたかと対戦し、判定勝ち。
2022年9月11日、DEEP TOKYO IMPACT 2022 5th ROUNDで嶋田伊吹と対戦し、判定勝ち。
2023年4月27日、韓国で行われた「The Fighter」でキム・デファンと対戦し、2-1で判定勝ち。
2023年10月13日、グアムにて行われた「BRAWL3」で、J・J・アンブローズとウェルター級タイトルマッチを行うが、2Rドローで王座獲得失敗。
2024年4月13日、DEEP TOKYO IMPACT 2024 2nd ROUNDで、嶋田伊吹と再戦し、1R52秒リアネイキドチョークにて一本勝ち。
2024年7月14日、DEEP 120 IMPACTでDEEPウェルター級タイトルマッチを行い、王者鈴木槙吾と対戦し、1R右ストレートからのパウンドでKO勝ちを収めた。王座獲得。

## 人物・エピソード
- 海外武者修行の経験があり、26歳でニューヨークで3ヶ月間レスリングを学び、30歳でタイに1ヶ月滞在しムエタイ修行を行った。
- タイでは、就寝中の深夜2時頃、突如、滞在先のジムの会長に当日夜の試合出場を告げられ、2メートル近い長身のアフリカ系外国人と対戦することとなる。75kg契約だったが実質オープンウエイトのような状態で試合を行い判定勝利した[21] 。
- 入場曲も然り、試合用トランクスに旭日旗と八紘一宇の文字をあしらったり[22]、主宰するジムのシンボルマークに日本刀を描くなど、日本の象徴的なモチーフを取り入れている。
- 毎年、田植え時期や稲刈りの時期には故郷へ戻り農業に従事する。

## 戦績

### プロ総合格闘技
| 総合格闘技 戦績 | 総合格闘技 戦績 | 総合格闘技 戦績 | 総合格闘技 戦績 | 総合格闘技 戦績 | 総合格闘技 戦績 | 総合格闘技 戦績 |
| --------------- | --------------- | --------------- | --------------- | --------------- | --------------- | --------------- |
| 41 試合         | (T)KO           | 一本            | 判定            | その他          | 引き分け        | 無効試合        |
| 25 勝           | 5               | 7               | 13              | 0               | 2               | 0               |
| 14 敗           | 6               | 0               | 8               | 0               | 2               | 0               |

| 勝敗 | 対戦相手           | 試合結果                                  | 大会名                                                                                       | 開催年月日     |
|      | ストラッサー起一   | 試合前                                    | DEEP 127 IMPACT                                                                              | 2025年9月15日  |
| ×    | 角野晃平           | 2R 4:44 KO（左ハイキック）                | DEEP125 IMPACT 【DEEPウェルター級タイトルマッチ】                                            | 2025年5月5日   |
| ○    | 鈴木槙吾           | 1R 2:03 TKO（右ストレート→パウンド）      | DEEP120 IMPACT 【DEEPウェルター級タイトルマッチ】                                            | 2024年7月14日  |
| ○    | 嶋田伊吹           | 1R 0:52 リアネイキッドチョーク            | DEEP TOKYO IMPACT 2nd ROUND                                                                  | 2024年4月13日  |
| △    | J・J・アンブローズ | 2R終了 引き分け                           | BRAWL 3 【BRAWL ウェルター級タイトルマッチ】                                                 | 2023年10月13日 |
| ○    | キム・デファン     | 5分2R終了 判定2-1                         | The Fighter                                                                                  | 2023年4月27日  |
| ○    | 嶋田伊吹           | 5分2R終了 判定3-0                         | DEEP TOKYO IMPACT 2022 5th ROUND                                                             | 2022年9月11日  |
| ○    | 小林ゆたか         | 5分2R終了 判定3-0                         | DEEP TOKYO IMPACT 2022 4th ROUND                                                             | 2022年5月29日  |
| ×    | レバナ・エゼキエル | 1R 1:19 TKO（レフリーストップ）           | DEEP TOKYO IMPACT 2022 2nd ROUND                                                             | 2022年3月13日  |
| ×    | 阿部大治           | 5分3R終了 判定1-2                         | DEEP 95 IMPACT                                                                               | 2020年8月23日  |
| ×    | 安西信昌           | 2R 0:39 負傷判定0-2（試合続行不能による） | DEEP 91 IMPACT                                                                               | 2019年9月8日   |
| ×    | 悠太               | 5分3R終了 判定0-3                         | DEEP 90 IMPACT                                                                               | 2019年6月29日  |
| ○    | 米田奈央           | 5分3R終了 判定2-0                         | DEEP 88 IMPACT                                                                               | 2019年3月9日   |
| ○    | ベッグ・スンデ     | 1R 0:27 TKO                               | DEEP 87                                                                                      | 2018年12月22日 |
| ×    | 住村竜市郎         | 5分3R終了 判定0-5                         | DEEP 83 IMPACT 【DEEPウェルター級タイトルマッチ】                                            | 2018年4月28日  |
| ○    | 片平“なぎさ”吉幸   | 2R 3:59 フロントチョーク                  | DEEP 79 IMPACT                                                                               | 2017年9月16日  |
| ○    | 桜井隆多           | 2R 1:22 フロントチョーク                  | DEEP 78 IMPACT                                                                               | 2017年3月18日  |
| ×    | 長谷川賢           | 5分3R終了 判定1-2                         | DEEP CAGE IMPACT in KORAKUEN HALL 【DEEPウェルター級 GP 1回戦】                              | 2016年10月18日 |
| ×    | タハール・ハドビ   | 1R 2:29 KO（右ストレート→パウンド）       | ADW - Abu Dhabi Warriors 4                                                                   | 2016年5月24日  |
| ○    | カルロス・モヤノ   | 5分3R終了 判定3-0                         | MFP - Eastern Rubicon                                                                        | 2015年12月12日 |
| ○    | KAZZ               | 3分3R終了 判定3-0                         | PANCRASE 266                                                                                 | 2015年4月26日  |
| ○    | 草・MAX            | 3R 2:16 チョークスリーパー                | PANCRASE 262                                                                                 | 2014年11月2日  |
| ×    | 高木健太           | 1R 4:59 TKO (レフェリーストップ）         | HEAT32 【HEAT総合ルール・ウェルター級王座決定戦】                                            | 2014年6月8日   |
| ○    | 石川英司           | 3R 2:26 TKO（パウンド）                   | PANCRASE 257                                                                                 | 2014年3月30日  |
| ○    | 石川史俊           | 5分3R終了 判定3-0                         | HEAT29                                                                                       | 2013年12月15日 |
| ○    | 髙橋弘             | 1R 4:00 フロントチョーク                  | TRIBE TOKYO FIGHT 〜長南亮引退興行〜                                                         | 2013年10月20日 |
| ○    | 高木健太           | 5分3R終了 判定2-1                         | 修斗 2013年第2戦                                                                             | 2013年3月16日  |
| ○    | 井上雄策           | 5分3R終了 判定3-0                         | 修斗 ～東日本大震災復興支援チャリティ～                                                      | 2012年7月16日  |
| ○    | 大類宗次朗         | 5分3R終了 判定3-0                         | PANCRASE 2012 PROGRESS TOUR                                                                  | 2012年4月1日   |
| ×    | 中村K太郎          | 5分3R終了 判定0-2                         | 修斗 ISAMI presents サバイバートーナメント決勝 第5試合                                       | 2012年1月8日   |
| ×    | 村山暁洋           | 5分3R終了 判定0-3                         | 修斗 SHOOTING DISCO 15 〜がんばろう! 日本〜 【修斗環太平洋ミドル級タイトルマッチ】           | 2011年6月11日  |
| △    | 村山暁洋           | 5分3R終了 判定1-1                         | 修斗 SHOOTING DISCO 14 〜365歩のマーチ〜 【修斗環太平洋ミドル級タイトルマッチ】              | 2011年2月26日  |
| ×    | 高木健太           | 1R 0:42 TKO（ドクターストップ）           | CAGE FORCE                                                                                   | 2010年11月28日 |
| ○    | 久米鷹介           | 5分3R終了 判定3-0                         | 修斗 SHOOTO GIG TOKYO Vol.5 【修斗環太平洋ミドル級タイトルマッチ】                           | 2010年8月7日   |
| ○    | カン・ジョンミン   | 1R 2:13 フロントスリーパーホールド        | 修斗 The Way of SHOOTO 02 〜Like a Tiger, Like a Dragon〜 【修斗環太平洋ミドル級王座決定戦】 | 2010年3月22日  |
| ○    | 佐藤拓也           | 1R 2:25 スリーパーホールド                | 修斗 The Way of SHOOTO 〜Like a Tiger, Like a Dragon〜                                       | 2010年1月23日  |
| ×    | カン・ジョンミン   | 1R 2:48 KO（左フック→パウンド）           | VALE TUDO JAPAN 09                                                                           | 2009年10月30日 |
| ○    | 新美吉太郎         | 2R 2:16 KO（右ストレート）                | 修斗 SHOOTING DISCO 10 〜TWIST & SHOOTO〜                                                    | 2009年9月20日  |
| ○    | 村山暁洋           | 5分2R終了 判定3-0                         | 修斗 SHOOTING DISCO 9 〜スーパーマン〜                                                       | 2009年6月6日   |
| ○    | 平山尚樹           | 5分2R終了 判定3-0                         | 修斗 SHOOTING DISCO 8 〜We are Tarzan!〜 【2009年度 新人王決定トーナメント ミドル級 準決勝】 | 2009年4月10日  |
| ○    | 佐久間博彰         | 2R 1:04 TKO（パウンド）                   | 修斗 SHOOTING DISCO 7 〜YOUNG MAN〜 【2009年度 新人王決定トーナメント ミドル級 1回戦】       | 2009年1月31日  |
| ×    | 奥野泰舗           | 5分2R終了 判定0-3                         | 修斗 SHOOTING DISCO 6 〜栄冠は君に輝く〜                                                     | 2008年10月5日  |
| △    | 久米鷹介           | 5分2R終了 判定0-0                         | 修斗 SHOOTO GIG CENTRAL Vol.15 【2008年度 新人王決定トーナメント ミドル級 準決勝】           | 2008年8月3日   |
| ○    | 石中暢             | 5分2R終了 判定3-0                         | プロフェッショナル修斗・北沢大会 【2008年度 新人王決定トーナメント ミドル級 1回戦】          | 2008年3月21日  |

### グラップリング
| 勝敗 | 対戦相手 | 試合結果     | 大会名                                          | 開催年月日     |
| ×    | 帯谷信弘 | 5分終了 判定 | QUINTET FIGHT NIGHT4 in AKITA 秋田ねわざ祭 2019 | 2019年11月30日 |

### アマチュア総合格闘技
| 勝敗 | 対戦相手 | 試合結果             | 大会名                                                                  | 開催年月日    |
| ×    | 平山尚樹 | 3分2R終了 判定40-42  | 第14回全日本アマチュア修斗選手権大会 【ミドル級 決勝】                  | 2007年9月23日 |
| ○    | 高木健太 | 失格（大会規定違反） | 第14回全日本アマチュア修斗選手権大会 【ミドル級 準決勝】                | 2007年9月23日 |
| ○    | 小知和晋 | 4分1R終了 判定20-17  | 第14回全日本アマチュア修斗選手権大会 【ミドル級 2回戦】                 | 2007年9月23日 |
| ○    | 増田嘉晃 | 4分1R終了 判定23-19  | 第14回全日本アマチュア修斗選手権大会 【ミドル級 1回戦】                 | 2007年9月23日 |
| ○    | 金枝裕介 | 1R 2:05 TKO(出血）   | 八景フリーファイト9 第25試合                                            | 2007年7月21日 |
| ○    | 飯島和孝 | 3分2R終了 判定40-28  | 八景フリーファイト8 第34試合                                            | 2007年2月11日 |
| ○    | 川崎泰裕 | 3分2R終了 判定40-25  | 第6回東日本アマチュア修斗フレッシュマントーナメント 【ミドル級 決勝】   | 2006年5月3日  |
| ○    | 豊田貴士 | 1R 0:32 KO           | 第6回東日本アマチュア修斗フレッシュマントーナメント 【ミドル級 準決勝】 | 2006年5月3日  |
| ○    | 岡野裕城 | 1R 2:26 アームロック | 第6回東日本アマチュア修斗フレッシュマントーナメント 【ミドル級 2回戦】  | 2006年5月3日  |

### キックボクシング
| 勝敗 | 対戦相手 | 試合結果                  | 大会名         | 開催年月日    |
| ○    | 菅原剣心 | 3R 2:25 TKO（タオル投入） | R.I.S.E. XXXVI | 2007年5月13日 |

## 獲得タイトル
- アマチュアキックボクシング KAMINARIMONトーナメント 75kg以下級優勝 [25]（2007年3月25日）
- 修斗ミドル級新人王（2009年）
- 第3代修斗環太平洋ミドル級王座（2010年）
- JBJJF第5回全日本ノーギ柔術オープントーナメント アダルトエキスパートオープンクラス優勝 [26][映像 9]（2014年9月14日）
- 第12代DEEPウェルター級王座（2024年）

## 表彰
- 第14回全国高等学校ボクシング選抜大会 - ウェルター級 準優勝 (2003年3月26日）[1]
- 第14回全日本アマチュア修斗選手権大会 ミドル級 準優勝（2007年9月23日）[27]
- 修斗新人王敢闘賞（2009年）
- JBJJF第5回全日本ノーギ柔術オープントーナメント アダルトエキスパート ミドル級 準優勝 [26][映像 10]（2014年9月14日）

## メディア出演

### テレビ
- Live News あきた (2020年2月4日、秋田テレビ）
- Road to Higher Next 〜みちのくのミライへ〜 #211 [28]（2020年6月11日、岩手朝日テレビ、青森朝日放送、秋田朝日放送）

### ラジオ
- なんてったって日曜はスポーツ （2019年12月8日、ABSラジオ）
- まちなかSESSION エキマイク（2022年5月24日、ABSラジオ）

### 映像資料
1. ↑  Road to Abu Dhabi: Russia - Yoichiro Sato vs. Carlos Moyano (試合全容). UAE WarriorsのYouTubeチャンネル. 23 December 2015.
2. ↑  ADW 4: Hadbi (Algeria/France) vs. Sato (Japan) (試合全容). UAE WarriorsのYouTubeチャンネル. 1 June 2016.
3. ↑  DEEP 91 IMPACT生LIVE　試合映像　　2019年9月8日（日）開場/16:00 開始/16:30 (試合全容 2:55:42から3:13:50まで). DEEP OFFICEのYouTubeチャンネル. 8 September 2019.
4. ↑  佐藤洋一郎(Yoichiro Sato) VS レバナ•エゼキエル(Lebana･Ezekiel) DEEP TOKYO IMPACT 2022 2nd ROUND (試合全容). DEEP OFFICEのYouTubeチャンネル. 16 March 2022.
5. ↑  DEEP 88 IMPACT 　佐藤洋一郎vs米田 奈央 (試合全容). DEEP OFFICEのYouTubeチャンネル. 2 May 2019.
6. ↑  DEEP87　　佐藤洋一郎vsベッグ・スンデ (試合全容). DEEP OFFICEのYouTubeチャンネル. 28 December 2018.
7. ↑  住村竜市朗vs佐藤洋一郎 (試合全容). DEEP OFFICEのYouTubeチャンネル. 23 September 2019.
8. ↑  20170318 DEEP 78 IMPACT 　佐藤洋一郎vs　櫻井隆多 (試合全容). DEEP OFFICEのYouTubeチャンネル. 27 November 2018.
9. ↑  『第５回全日本ノーギ柔術オープントーナメント』アダルトエキスパートオープンクラス準決勝　佐藤洋一郎 （グレイシーバッハ東京）vs 村田卓実（バルーザジャパントーキョー）. YouTube (オープンクラス準決勝試合全容). JBJJF JAPAN BRAZILIAN JIU-JITSU FEDERATIONのYouTubeチャンネル (published 28 October 2014). 28 October 2014.
10. ↑  『第５回全日本ノーギ柔術オープントーナメント』アダルトエキスパートミドル級決勝　神田崇広（GRABAKA柔術クラブ）vs佐藤洋一郎（グレイシーバッハ東京） (ミドル級決勝戦試合全容). JBJJF JAPAN BRAZILIAN JIU-JITSU FEDERATIONのYouTubeチャンネル. 28 October 2014.